# Джош Барнетт
Джош Барнетт (англ. Josh Barnett; нар. 20 березня 1982, Сан-Дієго, Флорида, США) — американський спортсмен, професійний боєць змішаних бойових мистецтв. Зараз він є першим і нині діючим чемпіоном [Метаморіс] у важкій вазі. Екс-чемпіон UFC і Pancrase у важкій вазі, фіналіст Pride Grand Prix 2006 і Гран-Прі важкоатлетів Strikeforce. Єдиний боєць в історії MMA, якого тричі спіймали на позитивних скутках доопінг тестів.